# Vallecas

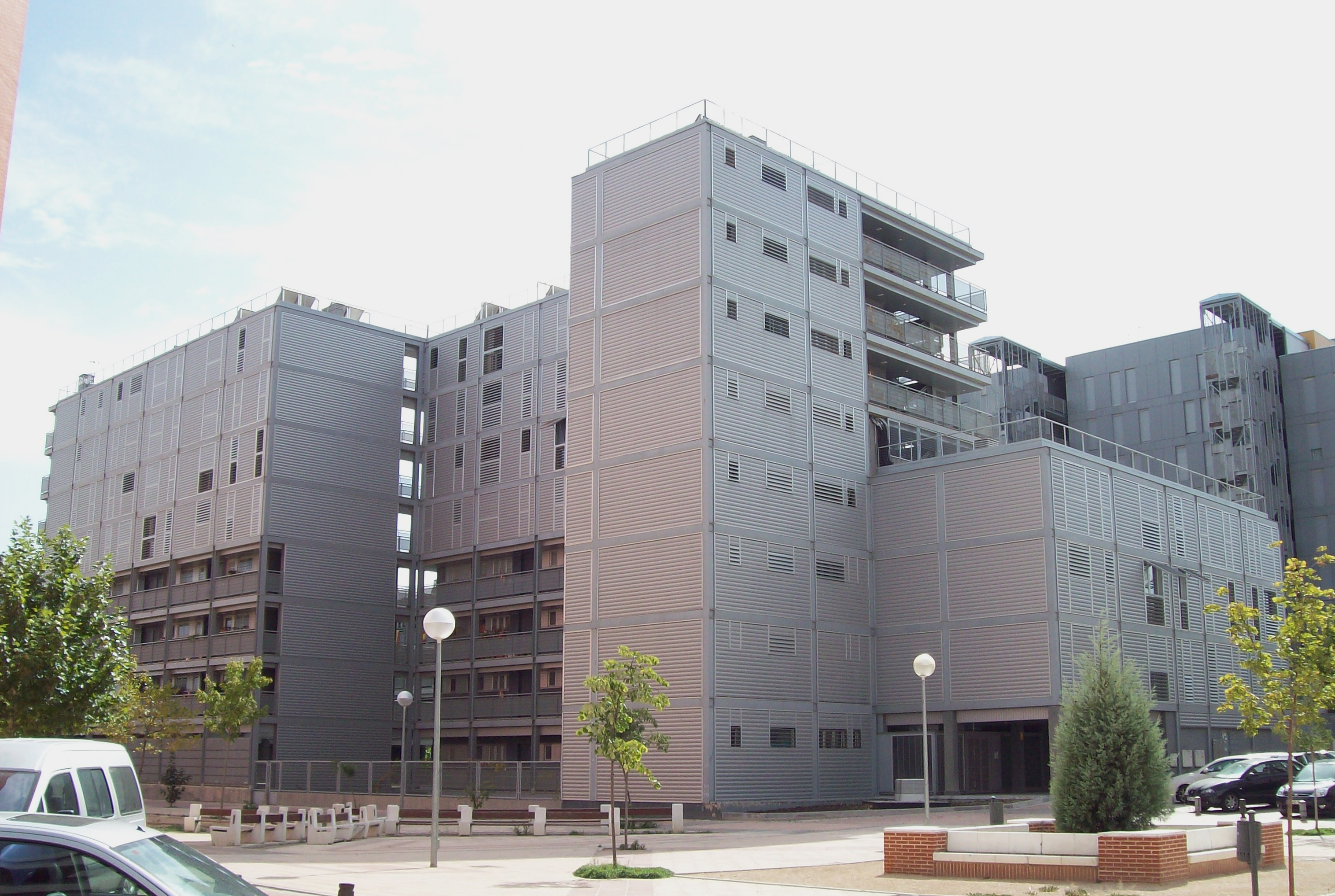
Edifici Vallecas 12

Vallecas és una extensa àrea de la ciutat de Madrid, única entitat supradistrictal dins de la capital. Va ser municipi independent, dins del partit judicial d'Alcalá de Henares, fins al 1950; en aquest any, mitjançant un decret llei, va ser annexat al municipi de Madrid. El territori de l'antic municipi es divideix actualment en dos districtes de la capital: Puente de Vallecas (al nord-oest, 245.180 habitants) i Villa de Vallecas (al sud-est, 92.794 habitants), que es distribueixen entre els barris administratius de Nucli històric de Vallecas i Santa Eugenia, pertanyents a Villa de Vallecas, i Entrevías, El Pozo del Tío Raimundo, San Diego, Palomeras Bajas, Palomeras Sureste, Portazgo i Nueva Numancia, pertanyents a Puente de Vallecas. A tot això cal afegir-hi l'espai conegut com a Ensanche de Vallecas, construït recentment i que compta amb més de 27.000 habitatges i amb el centre comercial i d'oci més gran de la ciutat de Madrid, La Gavia.
A Puente de Vallecas se celebra una batalla naval des del 1981. Arran de la prohibició d'aquesta festa per part del llavors alcalde José María Álvarez del Manzano (a causa dels disturbis que hi va haver en una de les edicions), la festa es va passar a celebrar en la «clandestinitat». Un grup de persones, els més involucrats en l'organització durant aquells anys de prohibició, es va constituir en l'anomenada Confraria Marinera de Vallekas i van sol·licitar oficialment el permís per celebrar de l'esdeveniment, de l'organització del qual es continuen ocupant.
Les festes de la Villa de Vallecas, població que té per patrona Nuestra Señora de la Torre, l'ermita de la qual és en aquest districte, se celebren la primera setmana de setembre. Inclouen diversos esdeveniments, entre els quals destaca el flamenc, un gènere de gran implantació a la zona per les arrels andaluses de molts dels actuals habitants.

## Situació
Vallecas se situa al sud-est de Madrid i està delimitat pel turó d'Almodóvar i l'A-3, antiga autovia de València, al nord; l'autopista M-50 a l'est; el riu Manzanares al sud, i l'M-30 a l'oest. L'artèria principal és l'avinguda de La Albufera, que travessa Vallecas de nord a sud. Altres carrers importants, que comuniquen l'avinguda principal amb altres barris vallecans, són els carrers Sierra del Cadí, Puerto de Canfranc, Payaso Fofó, Pedro Laborde i José Paulete. També destaquen dos grans passejos o bulevards: el passeig Federico García Lorca, a la Villa, i el Bulevard pròpiament dit, a Puente de Vallecas; d'aquest bulevard en surt la famosa Batalla Naval de Vallekas. De recent construcció és l'Ecobulevard, a l'Ensanche.

## Transports

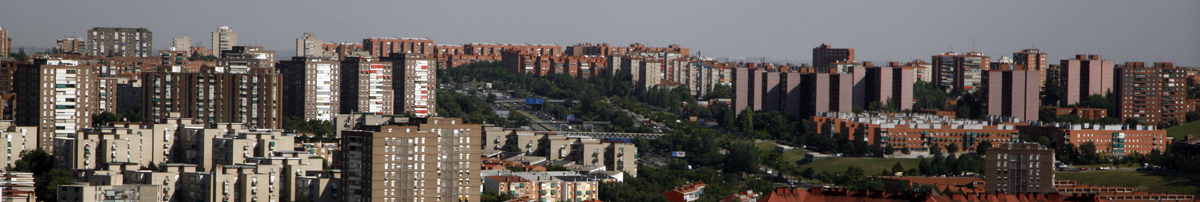
Moratalaz, i a l'altre costat de l'Autovia de l'Est el districte de Vallecas.

Vallecas compta amb bons accessos en transport privat. Compta amb la M-30, que serveix als barris de Numancia i Sant Diego, la M-40 que serveix als barris de Palomeras Sureste, centre històric i Entrevías, la A-3 que serveix a Portazgo i Palomeras Baixes, la M-45 que serveix a Santa Eugenia (al costat de la A-3) i a l'Eixample de Vallecas.
Quant a transport públic la situació és ben diferent. El barri està servit únicament per la Línia 1 del metro de Madrid del Metro de Madrid que discorre sota la Avenida de l'Albufera i el bulevard de Federico García Lorca. Aquesta línia es troba en un estat de saturació manifesta a causa de l'edat dels trens que circulen per ella (Sèrie 2000) així com que aquesta línia és l'única que serveix a l'Estació d'Atocha, principal terminal dels ferrocarrils d'Alta Velocitat i les Línies de Rodalies.
En total, la línia 1 efectua dotze parades al barri: Puente de Vallecas, Nueva Numancia, Portazgo, Buenos Aires, Alto del Arenal, Miguel Hernández (disposa d'aparcament dissuasiu), Sierra de Guadalupe (connexió amb Rodalies), Villa de Vallecas, Congosto, La Gavia, Les Sorts i Valdecarros (aquestes tres últimes, en el desenvolupament urbanístic del PAU de Vallecas).
També es pot arribar fins a Vallecas en 2 línies de Rodalies Madrid: la C2 i la C7. Aquestes línies discorren pel Ferrocarril de Madrid a Barcelona, que divideix en dos el districte de Puente de Vallecas i el separa del de Villa de Vallecas. Al barri efectuen quatre parades, Santa Eugenia, Vallecas (connexió amb metre), El Pozo i Asamblea de Madrid-Entrevías. L'11 de març de 2004 (també conegut com a «11-M»), van explotar diversos trens a les estacions de Santa Eugenia i El Pozo a causa d'un atemptat perpetrat per una cèl·lula islamista, deixant 64 morts en l'estació del Pozo i 15 en la de Santa Eugenia.
També cal destacar que existeix una estació abandonada en la línia de Madrid a Alacant (Santa Catalina) per la qual passen les línies C3 i C4, situada al Parc d'Entrevías.

## Història

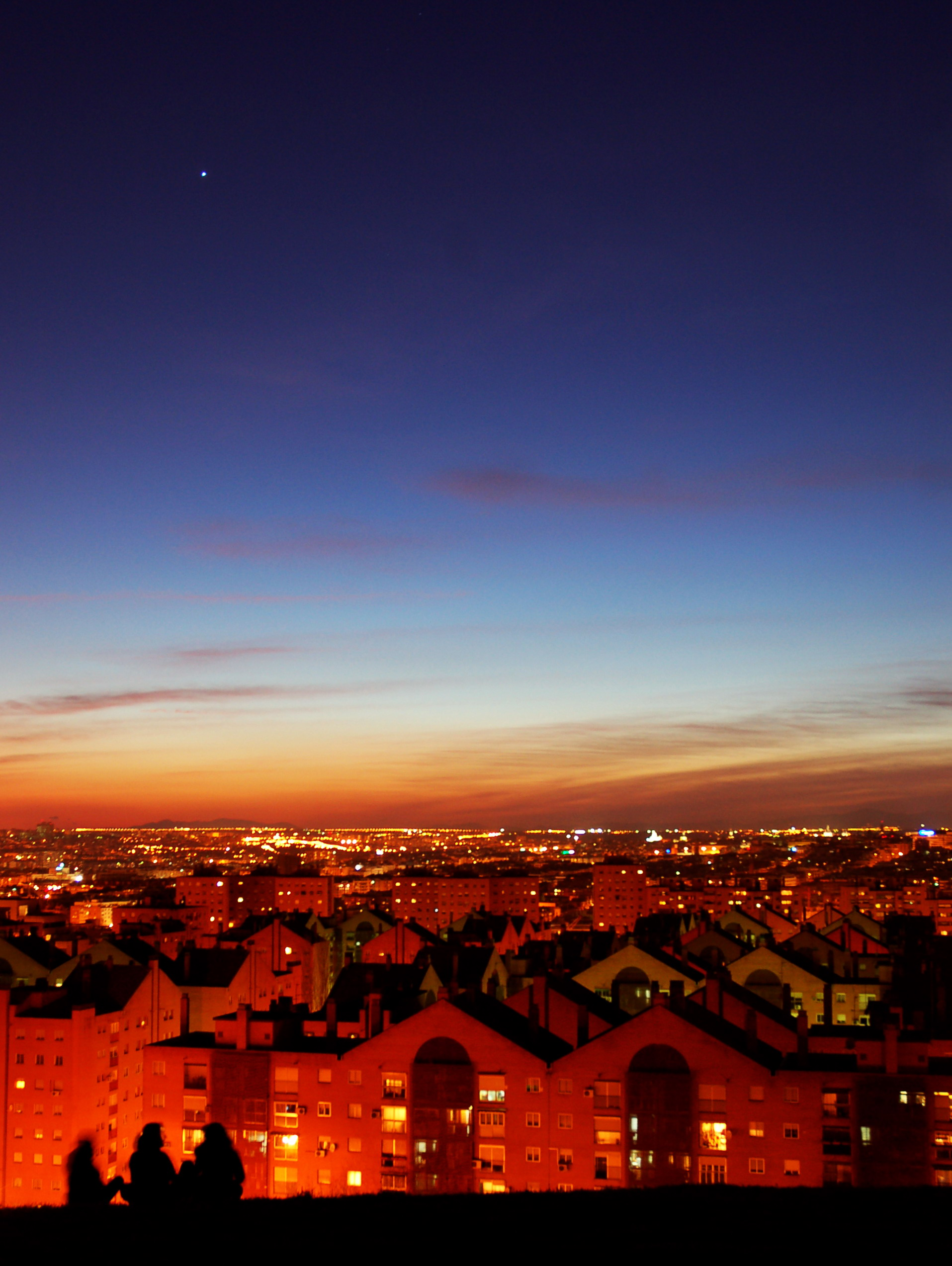
Panorama de la ciutat des del Cerro del Tío Pío.

L'existència de Vallecas com a poble està documentada almenys des de principis del segle xvii. Fra Gabriel Téllez, "Tirso de Molina", hi situa la seva obra "La villana de Vallecas", publicada l'any 1620.
El maig del 1931, colles d'habitants de Vallecas van cremar el convent de Monges Bernardas i entre el juliol i l'agost del 1936 va ser assassinat un nombrós grup de sacerdots que fugint de la persecució que patien a Jaén van anar a Madrid amb un tren que va ser assaltat a Vallecas. L'alcalde de la població durant la guerra, el socialista Amós Acero Pérez, va ser afusellat pel franquisme el 1941.
Considerat un barri eminentment obrer, Vallecas va començar a créixer desmesuradament a partir dels cinquanta a causa de l'emigració cap a la capital de molta gent procedent de zones pobres d'Espanya que es va assentar a Madrid i particularment a Vallecas, on es construïen petits habitatges que van formar un barri humil i desordenat de cases baixes i carrers de fang.
A partir dels anys setanta, les cases baixes van deixar pas a petits blocs de pisos a les zones més urbanitzades, mentre a Entrevías i El Pozo del Tío Raimundo es construïen colònies organitzades de cases adossades. Els anys vuitanta van portar a Vallecas una gran degradació a causa de la proliferació de la droga i la delinqüència, que es va anar eliminant més endavant, ja en els anys 90, amb la urbanització de grans zones de cases baixes, com Palomeras i El Pozo del Tío Raimundo, que van ser derruïdes íntegrament per crear el que ara s'anomena Madrid Sud, amb edificis moderns, parcs i carrers amples, presidit en l'actualitat per l'Assemblea de Madrid i el Centre Comercial Madrid Sud. Així mateix, es van desmantellar els poblats de la droga, com «La Celsa» (a prop d'Entrevías), o «La Rosilla» (al polígon de Vallecas Villa), i en l'actualitat només hi ha el de «Las Barranquillas», en una zona molt apartada, al costat de Mercamadrid i del dipòsit municipal de cotxes.
En els últims anys, el districte de Villa de Vallecas s'ha vist ampliat amb la construcció del desenvolupament urbanístic conegut com a Ensanche de Vallecas, que ha portat al barri un nou centre assistencial, l'Hospital Infanta Leonor, i un complex comercial.

## Festes populars

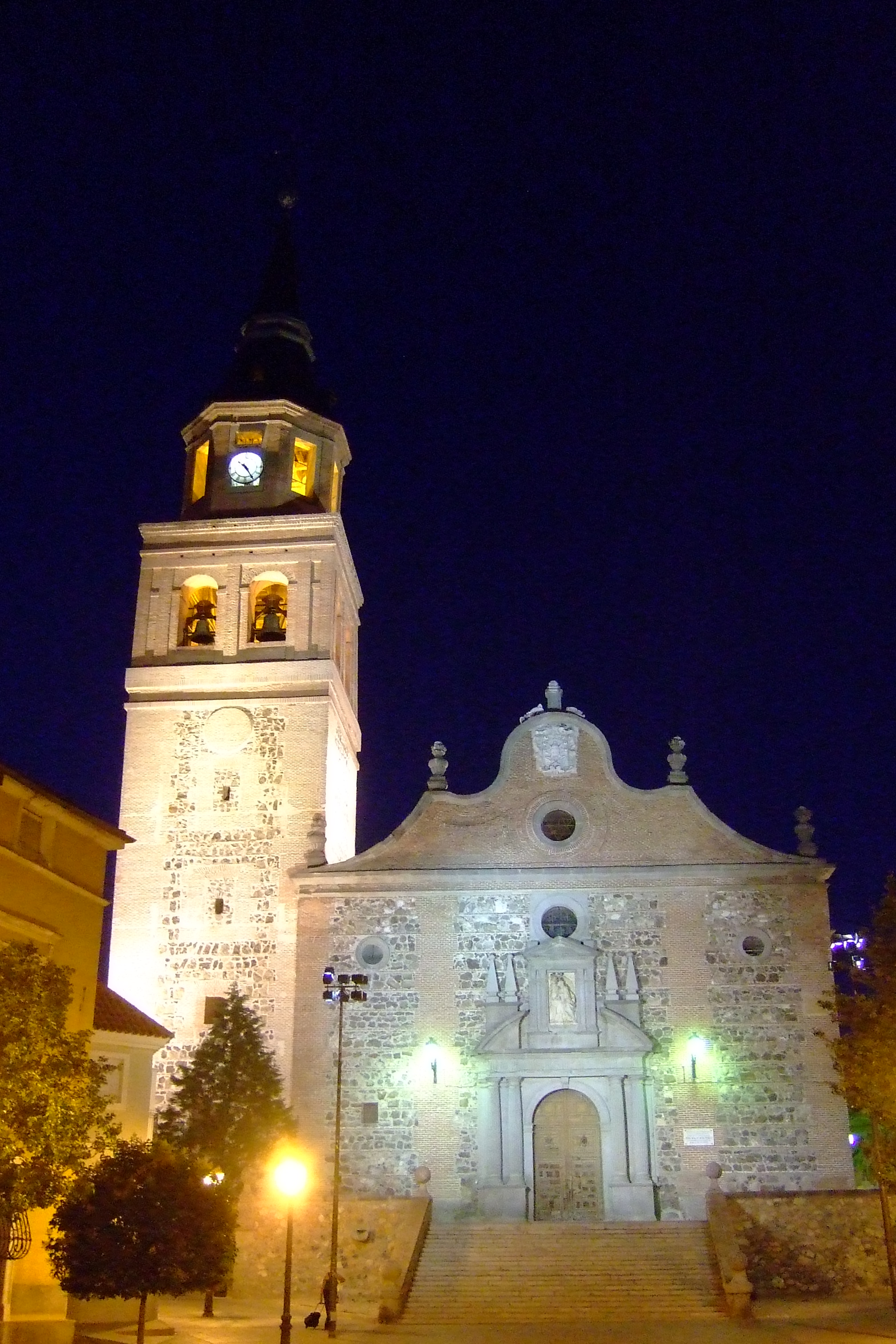
L'església de San Pedro ad vincula.

Les festes de Vallecas per antonomàsia són les de la Verge del Carmen, que se celebren el segon cap de setmana de juliol. Actualment s'efectuen en el recinte firal situat al carrer Puerto Balbarán, prop de l'estació Rodalies del Pozo, al barri de Madrid-Sud. Aquestes festes són organitzades per la Junta Municipal de Puente de Vallecas. Al mateix temps, s'organitzen les alternatives Festes de la Karmela, convocades per l'Associació de Veïns Alto Arenal i l'Ateneu Republicà de Vallekas, al recinte firal del carrer Buenos Aires. És en aquestes festes alternatives on es produeix -entre altres coses- la batalla naval.
El tercer cap de setmana de juny, el barri de Madrid-Sud celebra les seves festes en honor de Sant Joan, les quals es desenvolupen a la Plaça del cinema (actuacions i casetes) i al carrer Puerto de Velate (Foguera de Sant Joan). Aquestes festes són organitzades per l'Associació de Veïns de Madrid-Sud i compten amb el suport de l'Assemblea de Madrid.
Les festes de Vila de Vallecas s'organitzen en la primera setmana de setembre, en honor de la Verge de la Torre. Se situen en el recinte firal d'Enrique García Álvarez.
Altres festes locals són la Desfilada de Carnestoltes, en la segona setmana de febrer, el qual recorre l'avinguda de l'Albufera, artèria principal del barri, entre l'avinguda de Buenos Aires i la Plaça Vella o Plaça de Puerto Rubio, segons la llista de carrers oficial. També és important la Cavalcada de Reis, el dia 5 de gener, la qual discorre entre el Camp de la Coloma i la Junta Municipal de Vallecas, així com el romiatge de la Verge de la Torre, en el mes de maig.
Des de fa una dècada, es realitza en tots els barris de Vallecas (normalment a l'abril) l'activitat "Vallecas Calle del Llibro", que compta amb múltiples activitats per fomentar la lectura entre les gents del barri. En aquesta activitat hi ha certàmens literaris, conferències, exposicions i com una de les activitats centrals, la tradicional gimcana literària "Homenatge a María Moliner", els campions del qual en 2009 han estat l'I.I.S. Dominguez Ortiz en categoria juvenil i les Joventuts Socialistes de Puente de Vallecas en categoria d'adults.
Així mateix, organitzat per l'ONG "Vallecas Tot Cultura", sota el nom de "Vallecas Todo Teatro" s'ha celebrat el 1r Festival de Teatre de Carrer a Vallecas, en 2009, que va permetre als vallecans assistir a més de 32 representacions d'obres aportades per més de 26 grups de teatre d'arreu d'Espanya.

## Mitjans de comunicació
- Radio Libertad 107.0 FM (Grup Nueva Rumasa)
- Radio Vallekas 107.5 FM
- Tele K canal 30 UHF y TDT

## Vallecans il·lustres
- Pablo de Valladolid (1587-1648), bufó de la cort de Felip IV, retratat per Velázquez.
- Alberto García Fernández, atleta;
- Álvaro Negredo, futbolista del Sevilla F.C;
- Amós Acero Pérez, primer alcalde democràtic de Vallecas;
- Ángel Nieto, motociclista, 13 cops campió mundial en 50, 80 y 125cc;
- Ángel Sampedro Montero, Angelillo, cantant;
- César Rodríguez, cantautor;
- Cirilo Martínez Novillo, pintor de l'Escola de Madrid;
- Cristina Pedroche, actriu, model i presentadora de televisió.
- José Fernando Marqués Martín, futbolista del Parma.
- Francisco Javier Gómez de la Serna, Frank, guitarrista del grup heavy Mägo de Oz;
- Inés Sabanés, política d'Equo;
- Ismael Serrano, cantautor;
- Jesús Diego Cota, futbolista i capità del Rayo Vallecano;
- Jesús González Cabrero, immunòleg de l'Escola Médica Harvard, després de la Fundació Jiménez Díaz.
- Jorge Fernández Gonzalo, poeta i assagista;
- José Antonio Callejo Couto, Fanti, ex-futbolista del Rayo Vallecano;
- José Luis Manzano, actor;
- José María de Llanos Pastor, Padre Llanos, jesuïta i membre del PCE;
- Juan Barranco, polític del PSOE y alcalde de Madrid de 1986 a 1989;
- Juan Malasaña, heroi de la Guerra de la Independència;
- Juan Quero Barroso, futbolista del Rayo Vallecano de Madrid;
- Juan Vicente Córdoba, guionista i director de cinema;
- Luis Pastor, cantautor;
- Miriam Sánchez, Actriu ;
- Los payasos de la tele (Gaby, Fofó i Miliki), pallassos i cantants;
- Poli Díaz, boxador;
- Silverio Solórzano, cantant de los grupos de Thrash/Speed/Heavy metal Muro i Silver Fist
- Ska-P, banda de ska punk;
- Vicente Vallés, periodista;